# Eleutherodactylus greyi
Eleutherodactylus greyi är en groddjursart som beskrevs av Dunn 1926. Eleutherodactylus greyi ingår i släktet Eleutherodactylus och familjen Eleutherodactylidae. IUCN kategoriserar arten globalt som starkt hotad. Inga underarter finns listade i Catalogue of Life.